# Osei Kofi Tutu I.
Osei Kofi Tutu I. (o. 1660. — 1717.) bio je Asantehene — kralj Kraljevine Ashanti u Gani. Njegovo je puno ime bilo Otumfuo Nana Osei Kofi Tutu Opemsoo. On i njegov glavni svećenik, Okomfo Anokye — koji je imao veliku duhovnu moć nad narodom Akan — osnovali su Kraljevinu Ashanti. Osei Kofi Tutu je vladao od oko 1675./1680. do svoje smrti — ubijen je u bitci protiv Akyema.
Prije nego što je postao kralj Ashantija, Osei Tutu je imao titulu Kumasehene. Njegovi su roditelji bili čovjek imenom Owusu Panyin i njegova supruga, gospa Maanu Kotosii, čiji je brat bio Oti Akenten, kralj Kwaamana. Oseija Kofija Tutua je naslijedio njegov pranećak, Opoku Ware I.